# Tabre
Tabre [tabʁ] (okzitanisch gleichlautend) ist eine französische Gemeinde mit 342 Einwohnern (Stand 1. Januar 2022) im Département Ariège in der Region Okzitanien. Sie gehört zum Arrondissement Pamiers und zum Gemeindeverband Pays d’Olmes. Die Einwohner werden Tabréens genannt.

## Geografie

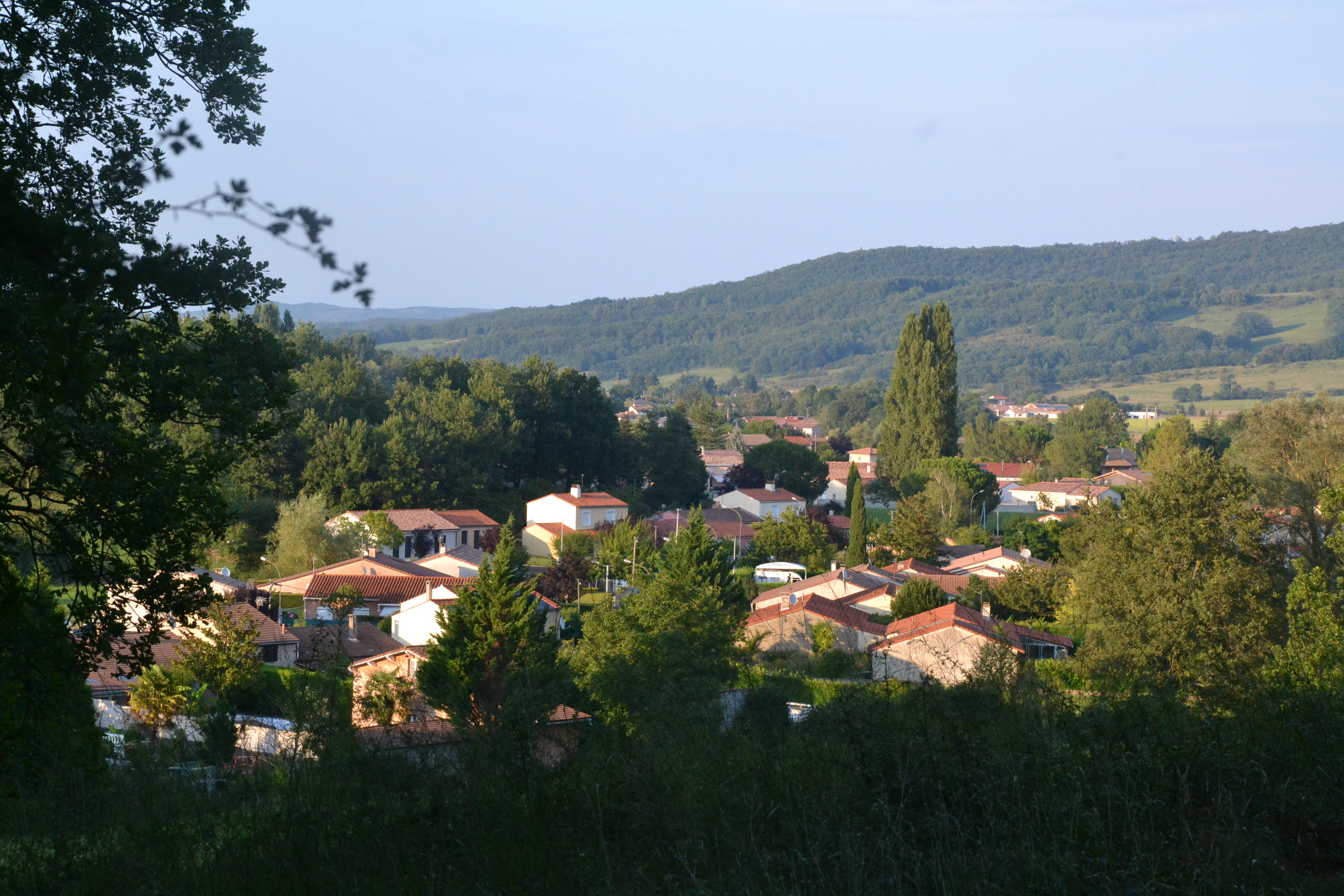
Blick auf Tabre

Die Gemeinde Tabre liegt 22 Kilometer östlich von Foix und etwa 55 Kilometer nördlich des Pyrenäenkammes. Im nur 2,83 km² umfassenden Gemeindegebiet entspringt das Flüsschen Countirou und entwässern nach Norden zum Hers-Vif, einem Nebenfluss der Ariège. Im Westen und Norden der Gemeinde erheben sich die bewaldeten Höhenzüge Les Traucasses und Sarrats de Tabre mit dem 643 m hohen La Serre du Tut als höchstem Punkt. Umgeben wird Tabre von den Nachbargemeinden Limbrassac im Norden, Aigues-Vives im Nordosten, Laroque-d’Olmes im Südosten, Esclagne im Süden sowie Pradettes im Westen.

## Bevölkerungsentwicklung
| Jahr      | 1962 | 1968 | 1975 | 1982 | 1990 | 1999 | 2006 | 2014 | 2022 |
| Einwohner | 51   | 42   | 57   | 299  | 436  | 387  | 362  | 371  | 342  |

Im Jahr 1990 wurde mit 436 Bewohnern die bisher höchste Einwohnerzahl ermittelt. Die Zahlen basieren auf den Daten von cassini.ehess und INSEE.

## Sehenswürdigkeiten
In Tabre gibt es keine Kirchen und Kapellen.
- Ferme du Moulin d’Enfour (Wassermühle, teils auf dem Gebiet der Nachbargemeinde Laroque-d’Olmes)

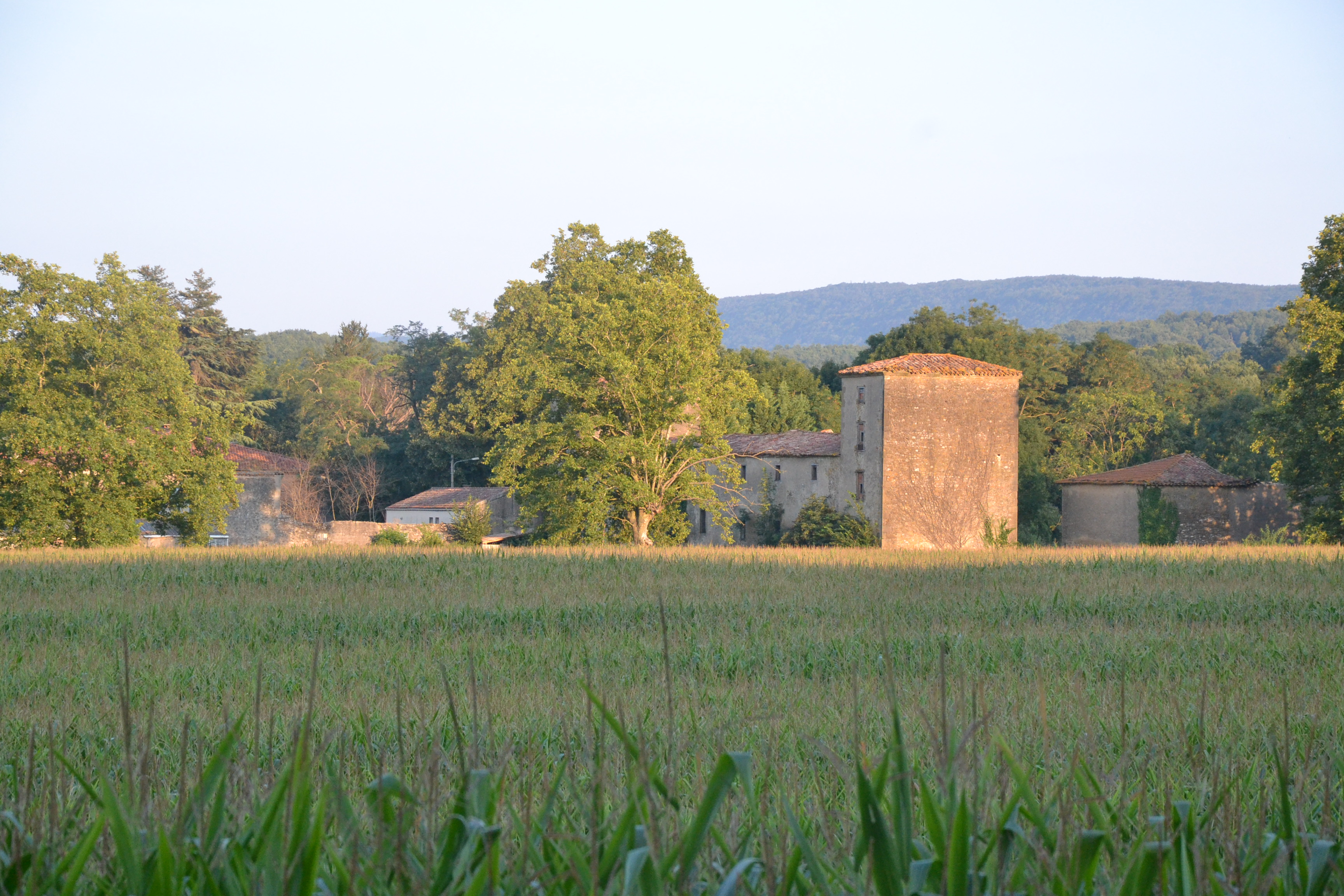
Wassermühle
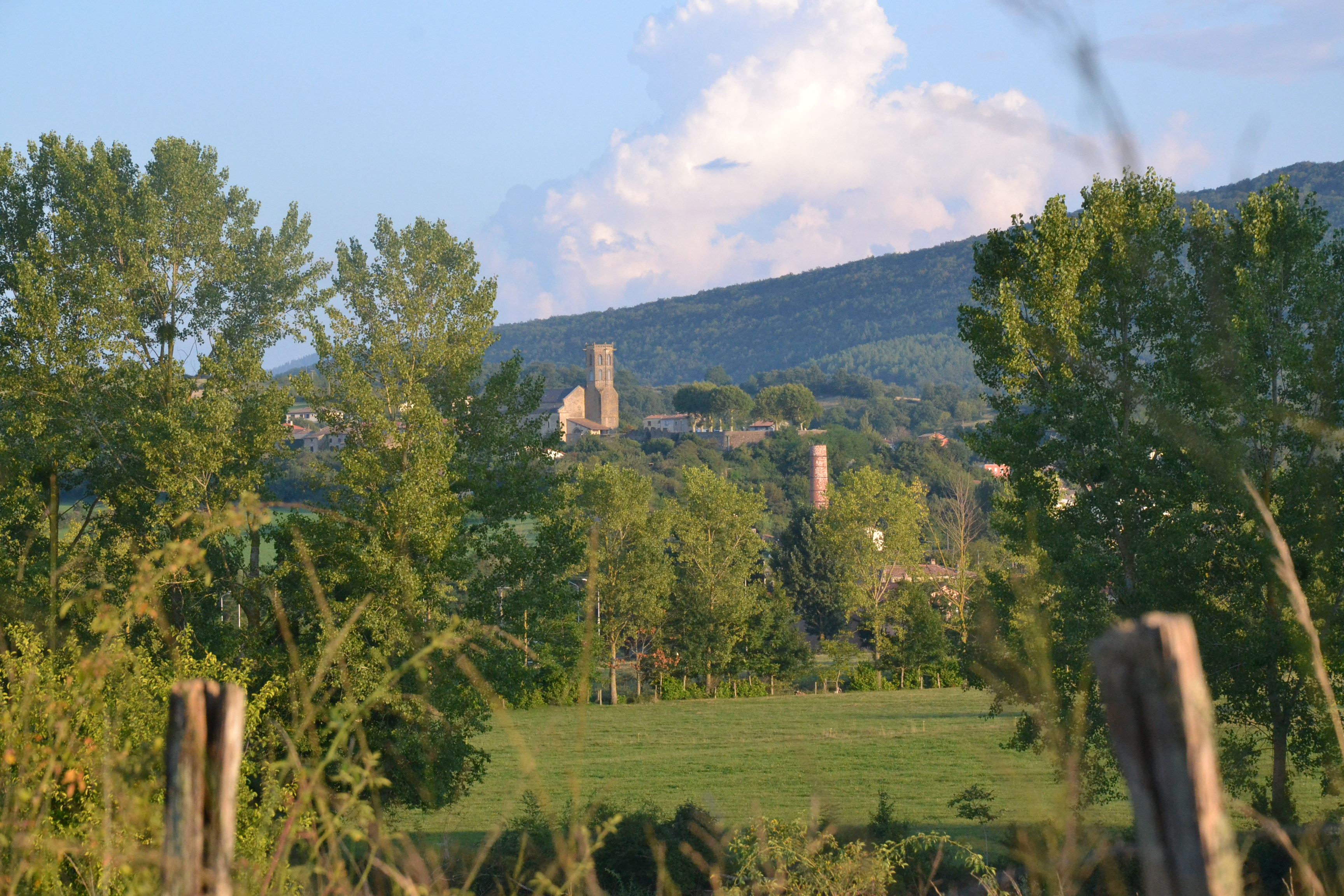
Blick von Tabre zur Kirche Saint-Sacrement in der Nachbargemeinde Laroque-d’Olmes

## Wirtschaft und Infrastruktur
Im Osten der Gemeinde hat Tabre einen Anteil an einem gemeindeübergreifenden Gewerbegebiet. In Tabre sind kleinere Handwerks- und Dienstleistungsunternehmen ansässig (Immobilienbüros, Einzelhändler, Finanzdienstleister, Versicherungen und ein Chemielabor) sowie zwei landwirtschaftliche Betriebe.
Tabre liegt an der Fernstraße D625 von Mirepoix nach Lavelanet. Im 22 Kilometer entfernten Foix besteht Anschluss an die autobahnartig ausgebaute Route nationale 20 (E 9) von Pamiers nach Puigcerdà in Katalonien. Der Bahnhof der Stadt Foix liegt an der Bahnstrecke Portet-Saint-Simon–Puigcerdà.

## Belege
1. ↑  Tabre auf cassini.ehess
2. ↑  Tabre auf INSEE
3. ↑  Gewerbe auf annuaire-mairie.fr